# Hebichneutes
Hebichneutes är ett släkte av steklar. Hebichneutes ingår i familjen bracksteklar.
Kladogram enligt Catalogue of Life:
| Hebichneutes | \| \| Hebichneutes bicolor \| \| \| \| \| \| Hebichneutes citrinus \| \| \| \| \| \| Hebichneutes tricolor \| \| \| \| \| \| Hebichneutes wasbaueri \| \| \| \| |
|              | \| \| Hebichneutes bicolor \| \| \| \| \| \| Hebichneutes citrinus \| \| \| \| \| \| Hebichneutes tricolor \| \| \| \| \| \| Hebichneutes wasbaueri \| \| \| \| |
|              | Hebichneutes bicolor |
|              | |
|              | Hebichneutes citrinus |
|              | |
|              | Hebichneutes tricolor |
|              | |
|              | Hebichneutes wasbaueri |
|              | |